# ЦЕР-22

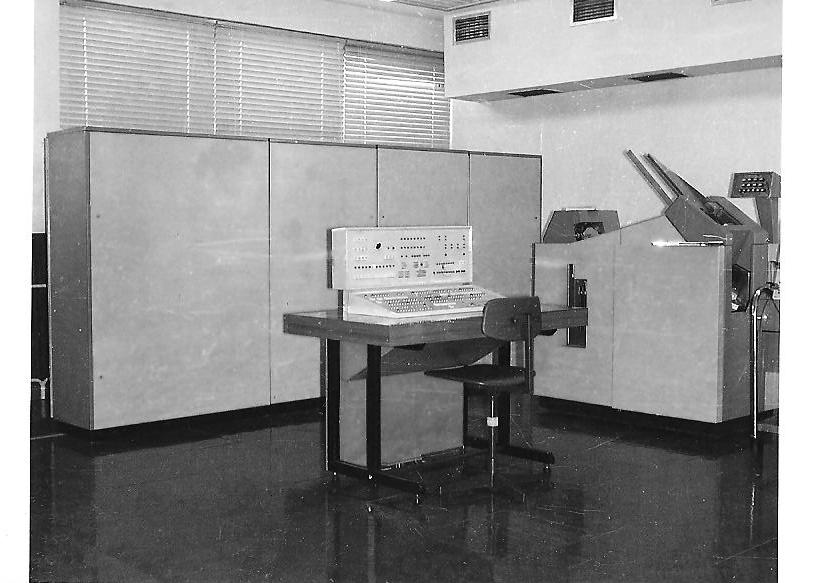
Компьютер ЦЕР-22 в здании БеоБанка, Белград

ЦЕР-22 (серб. Цифарски Електронски Рачунар, модел 22) — югославский цифровой компьютер из серии ЦЕР, произведённый в трёх экземплярах в институте Михаила Пупина «для банковских целей» и ставший очередным узкоспециализированным компьютером в модельном ряду семейства ЦЕР. Основными его элементами были средние интегральные микросхемы, а также печатные платы с транзисторами, как и в компьютере ЦЕР-200.
ЦЕР-22 проектировался в 1967—1969 годах и в целом мог использоваться в банках, на предприятиях и в торговых компаниях, а также в некоторых коммунальных службах для операций с личными данными и деловой информацией. В частности, он использовался для обработки данных и планирования задач (в 1968—1975 годах) в белградском Беобанке, компании по нефтедобыче «Югопетрол-Београд» (сербохорв. Jugopetrol-Beograd) и службе Белградского водопровода и канализации (сербохорв. Beogradski vodovod i kanalizacija).
Над каждым из трёх компьютеров работали команды, состоявшие из следующих специалистов:
- Беобанк: инженер Душан Христович, магистры Светомир Ойданич, Веселин Потич и Радивое Илич и др.
- Югопетрол: доктор Мирослав Йоцкович, инженеры Бранимир Лепосавич, Михаил Шавикин и Любивое Маркович, магистр Владан Павлович и др.
- Београдски водовод: инженеры Петар Врбавац и Драгиша Тинкович, магистры Владисав Паунович и Милош Марьянович и др.

Для облегчения работы ЦЕР-22 впервые в истории Югославии была создана онлайн-сеть цифровых устройств (удалённых терминалов) — система телетайпов PIS в филиалах банков. Эта система автоматической обработки данных в Беобанке действовала с 1967 года.

## Технические характеристики ЦЕР-22
- Технология: средние интегральные схемы, транзисторные и диодные логические вентили[4][8][9]
- Печатные платы с логическими вентилями и лентами-разъёмами
- Процессор: восемь групп инструкций (всего 48, формат 3 байта — код + адрес ячейки), обработка двоично-десятичного кода около 10 мкс
- Ферромагнитная первичная память: 32 КБ (время цикла 2 мкс)
- Вторичная память: диски CDC-854 (до 8 единиц)
- Устройство чтения и записи перфокарт Creed: скорости 300 карт/мин и 150 карт/мин соответственно
- Устройство чтения и записи бумажных лент Facit: скорости 1000 сим./сек и 150 сим./сек соответственно
- Линейный принтер типа DP MZ-4: 128 сим. на строку, скорость 600 строк/мин
- Периферийные устройства: считыватель перфокарт Creed

## Галерея

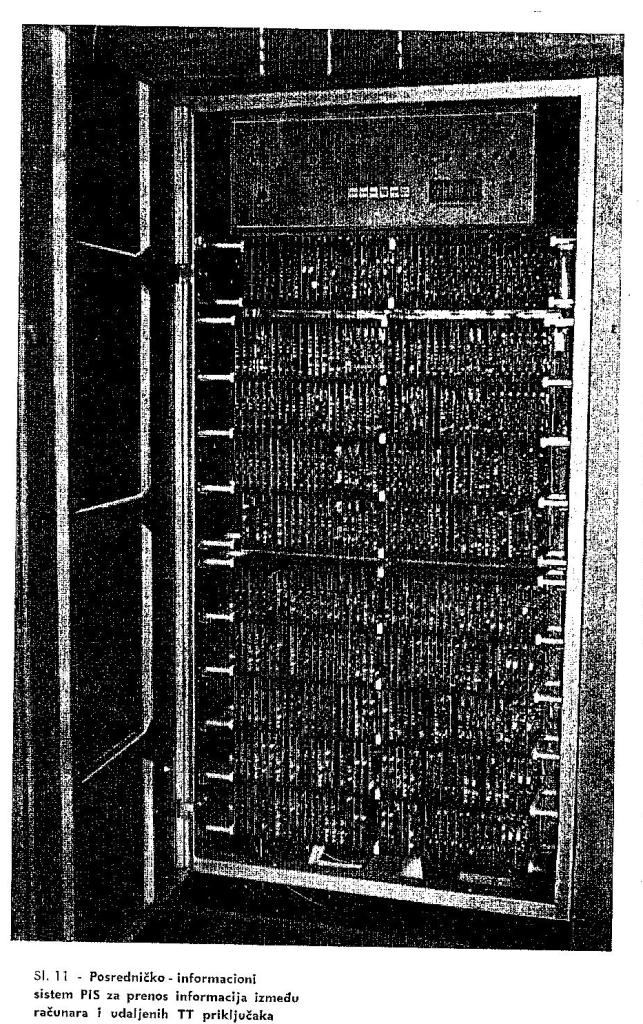
ЦЕР-22 (вид внутри)
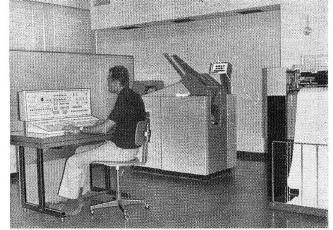
Работающий ЦЕР-22
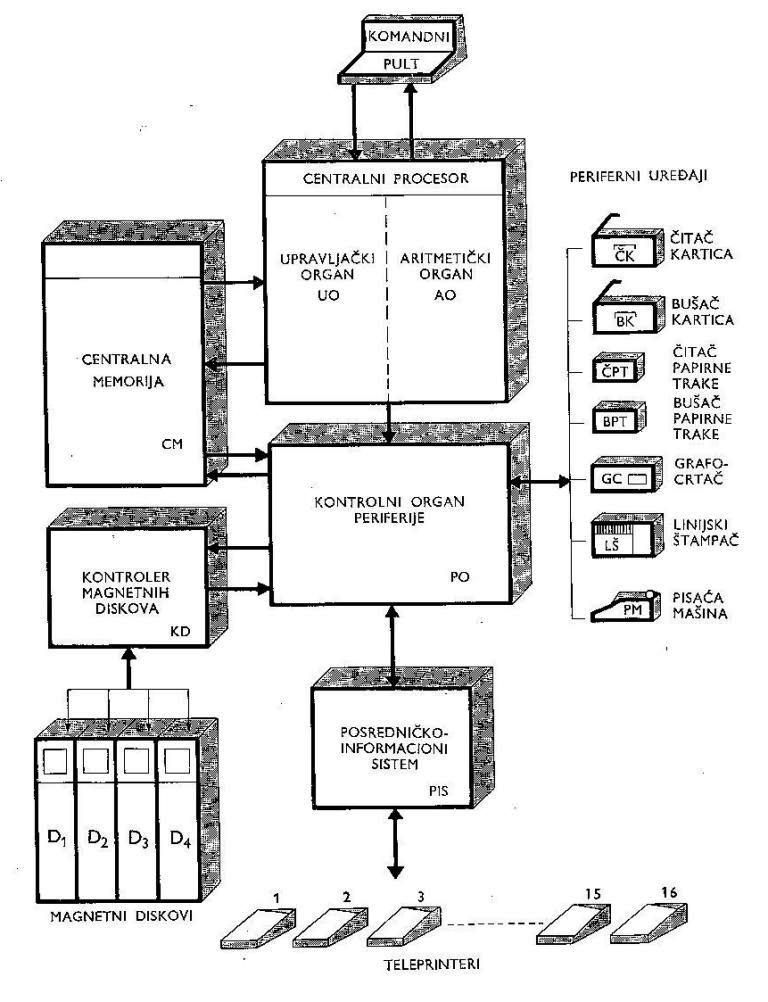
Блок-схема ЦЕР-22